# Hypocrea carnea
Hypocrea carnea är en svampart som beskrevs av Kalchbr. & Cooke 1880. Hypocrea carnea ingår i släktet svampdynor och familjen Hypocreaceae.   Inga underarter finns listade i Catalogue of Life.